# 大阪府道181号山本黒谷線
大阪府道181号山本黒谷線（おおさかふどう181ごう やまもとくろだにせん）は、大阪府八尾市を通る一般府道である。

## 概要
八尾市山本高安町1丁目から八尾市教興寺2丁目に至る。

### 路線データ
- 起点：大阪府八尾市山本高安町1丁目（高安駅前交差点、大阪府道15号八尾茨木線交点）
- 終点：大阪府八尾市教興寺2丁目（国道170号旧道交点）
- 総延長：992 m

## 路線状況

### 通称
本道は、かつては八尾街道から分かれた「信貴道」とよばれた街道の一部分である。終点の四つ辻で信貴山越の道に通じていた。現在は信貴山へ通じる道という認識は一般的に持たれていないが、恩智川に架かる橋「信貴乃橋」の名称に往時を偲ばせる。

### 道路施設

#### 橋梁
- 信貴乃橋（恩智川、八尾市）

## 地理

### 通過する自治体
- 大阪府
  - 八尾市

### 交差する道路
| 交差する道路                                         | 交差する場所    | 交差する場所          |
| ---------------------------------------------------- | --------------- | --------------------- |
| 大阪府道15号八尾茨木線                               | 山本高安町1丁目 | 高安駅前交差点 / 起点 |
| 国道170号                                            | 教興寺2丁目     | 教興寺交差点          |
| 国道170号 / 旧道 大阪府道20号枚方富田林泉佐野線 重複 | 教興寺2丁目     | 終点                  |

### 交差する鉄道
- 近鉄大阪線

### 沿線
- 池田泉州銀行 高安支店（旧：池田店『●』）
- 高安さくら商店街（近鉄大阪線の西側）
- 近鉄大阪線 高安駅
- 関西みらい銀行 高安支店
- 八尾自動車教習所
- 八尾教興寺郵便局
- 天理教 高安大教会
- 教興寺（少し東へ進む）